# 16 juin 1967
Le vendredi 16 juin 1967 est le 167e jour de l'année 1967.

## Naissances
- Claudio Zanetti, personnalité politique suisse
- Ferran Soriano, chef d'entreprise espagnol
- François Schneider, chercheur néerlandais
- Jürgen Klopp, footballeur allemand
- Jean-Jacques Ferrara, personnalité politique française
- Jenny Shimizu, actrice américaine
- Maylis de Kerangal, écrivain français
- Rupert Onslow, homme d'affaires et politicien britannique
- Stanley Lubungo, supérieur général des Pères Blancs
- Violaine Bérot, écrivain française

## Décès
- Eugénie Cotton (née le 13 octobre 1881), scientifique et féministe française
- Gabriel Charlopeau (né le 21 septembre 1889), peintre français
- Jules Dhotel (né le 16 novembre 1879), médecin français plus connu pour ses activités de prestidigitateur
- Lucien-Victor Delpy (né le 2 novembre 1898), peintre français
- Pierre Le Roy de Boiseaumarié (né le 5 avril 1890), pilote de chasse français
- Reginald Denny (né le 20 novembre 1891), acteur britannique
- Vefa de Saint-Pierre (née le 14 mai 1872), écrivaine française

## Événements
- Sortie des chansons See Emily Play et The Scarecrow
- sommet de Glasboro entre Johnson et Kossyguine. Les États-Unis définissent leur position : la responsabilité de la guerre est due à la fermeture du golfe d’Akaba par Nasser, les États-Unis n’exerceront aucune pression sur Israël hors du cadre d’un règlement général de la question, reposant sur cinq principes (droit de reconnaissance de l’existence de toutes les nations, justice pour les réfugiés, libres circulations des voies maritimes internationales, limitation de la course aux armements, indépendance et intégrité nationale de toutes les parties)
- Début du Monterey Pop Festival qui marque le début du Summer of Love pour les hippies de Californie.